# Wilt Aden Schröder

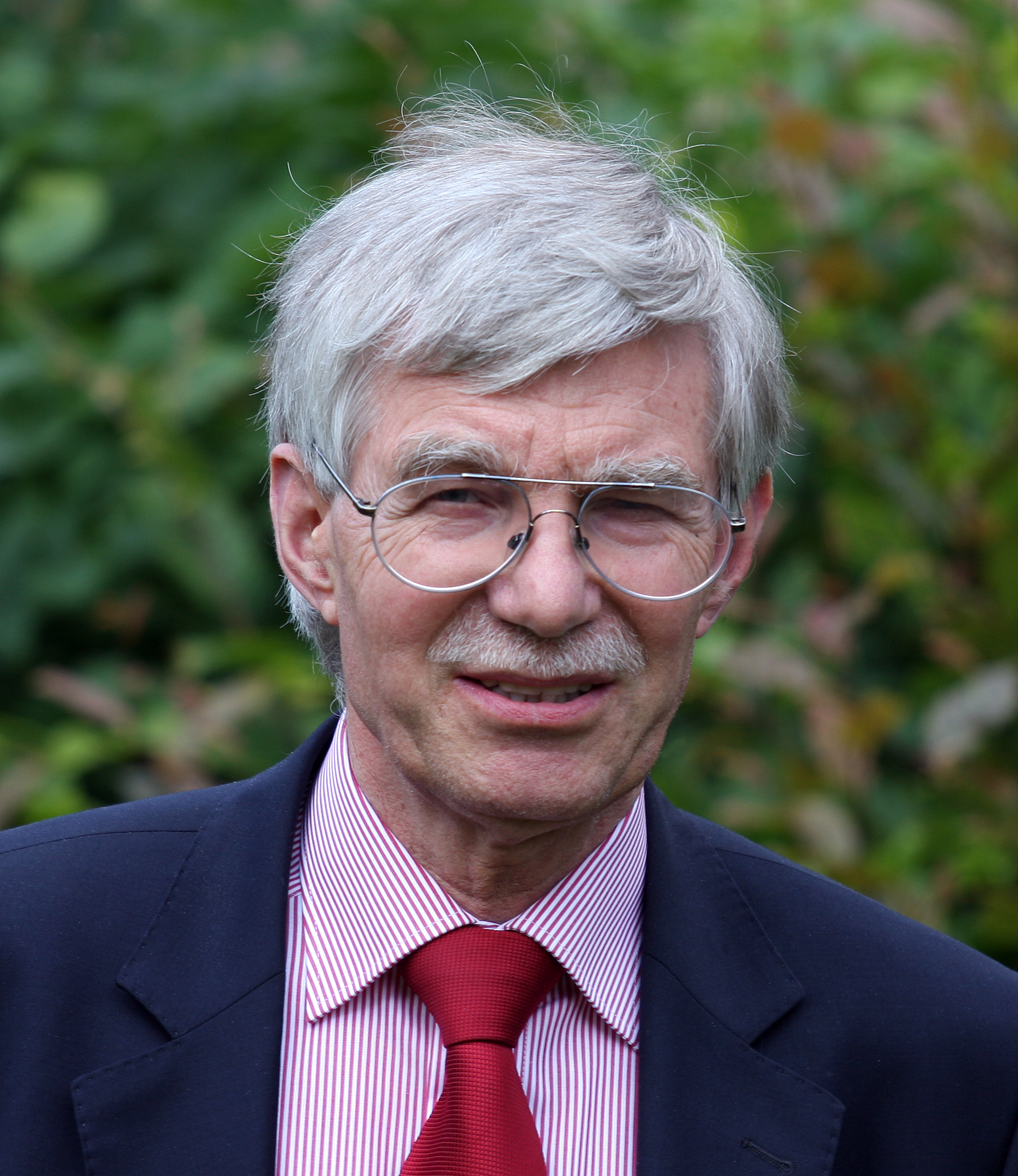
Wilt Aden Schröder (2011)

Wilt Aden Schröder (* 19. März 1942 in Hamburg) ist ein deutscher Klassischer Philologe. Sein Forschungsschwerpunkt ist die Geschichte der Klassischen Philologie.

## Leben
Schröder besuchte das Wilhelm-Gymnasium (Hamburg), studierte Klassische Philologie und Alte Geschichte an der Universität Hamburg und wurde dort 1970 zum Dr. phil. promoviert. Seine Dissertation, eine kommentierte Ausgabe der Fragmente des ersten Buches von Catos Origines, erschien 1971 in der Reihe Beiträge zur klassischen Philologie (Band 41). Von 1970 bis 1972 arbeitete er als Wissenschaftlicher Assistent an der Technischen Universität Berlin (am Lehrstuhl II für Klassische Philologie bei Eckart Mensching). Anschließend arbeitete er in derselben Funktion an der Universität Hamburg (als Akademischer Rat und Oberrat), von 1977 bis 1979 beurlaubt zur Wahrnehmung eines Habilitationsstipendiums der Deutschen Forschungsgemeinschaft. Nach der Habilitation (1982) verbrachte er ein Semester als Vertretungsprofessor in Göttingen (Sommersemester 1984) und wurde 1985 zum Professor auf Zeit der Universität Hamburg ernannt. 1988 wurde er dauerhaft zum Professor „in der Funktion eines Akademischen Oberrates“ ernannt. 2006 trat er in den Ruhestand.
Seit den 1990er Jahren beschäftigt sich Schröder mit der Geschichte der Klassischen Philologie, besonders mit der des 19. und 20. Jahrhunderts. Neben Untersuchungen zu Ulrich von Wilamowitz-Moellendorff, Hermann Diels, Rudolf Schöll, Eduard Hiller, Eduard Fraenkel und Günther Jachmann trat er besonders durch seine Monografie über Eduard Norden hervor (Der Altertumswissenschaftler Eduard Norden (1868–1941). Das Schicksal eines deutschen Gelehrten jüdischer Abkunft, Hildesheim/Zürich/New York 1999). Er verfasste zahlreiche Artikel für das Biographische Lexikon für Ostfriesland und die Neue Deutsche Biographie. Auf der Website des Teuchos-Zentrums stellt er die Ergebnisse seiner Forschung in der Gelehrtengeschichtlichen Prosopographie zur Verfügung.

## Schriften (Auswahl)
- M. Porcius Cato: Das erste Buch der Origines. Ausgabe und Erklärung der Fragmente. Meisenheim 1971 (= Beiträge zur klassischen Philologie 41)
- Der Altertumswissenschaftler Eduard Norden (1868–1941). Das Schicksal eines deutschen Gelehrten jüdischer Abkunft. Mit den Briefen Eduard Nordens an seinen Lehrer Hermann Usener aus den Jahren 1891 bis 1902. Hildesheim/Zürich/New York 1999 (= Spudasmata 73), ISBN 3-487-11013-X